# E. Hoffmann Price
Edgar Hoffmann Price (3 de julio de 1898-18 de junio de 1988) fue un escritor estadounidense de ficción popular (él mismo se autotitulaba 'fictioneer') para el mercado de las revistas pulp. Colaboró con H. P. Lovecraft en A través de las puertas de la llave de plata.

## Biografía
Price nació en Fowler, California.
Originalmente pretendiendo ser un soldado de carrera, Price se graduó en la academia militar de West Point; sirvió en la Fuerza Expedicionaria Estadounidense en la Primera Guerra Mundial, y con el ejército estadounidense en México y en Filipinas. Fue un campeón como tirador y boxeador, un orientalista amateur, y estudiante autodidacta de lengua árabe; el autor de ciencia ficción Jack Williamson, en su autobiografía Wonder's Child de 1984, llamó a E. Hoffmann Price un "auténtico soldado de fortuna vivo".
A lo largo de su carrera literaria, Hoffmann Price escribió para gran número de revistas, de Argosy a Weird Tales, de Speed Detective a Spicy Mystery Stories. Aun así, es identificado sobre todo como escritor en Weird Tales, uno de los componentes del grupo que escribió regularmente para el editor Farnsworth Wright, grupo que incluye a Lovecraft, Robert E. Howard, y Clark Ashton Smith. Price publicó 24 historias en Weird Tales entre 1925 y 1950, así como tres colaboraciones con Otis Adelbert Kline, y su trabajo con Lovecraft, antes mencionado.
Su primera venta fue a Droll Stories en 1924, a la que siguió casi inmediatamente la primera aceptación de las docenas de Weird Tales, "The Rajah's Gift" (enero de 1925).

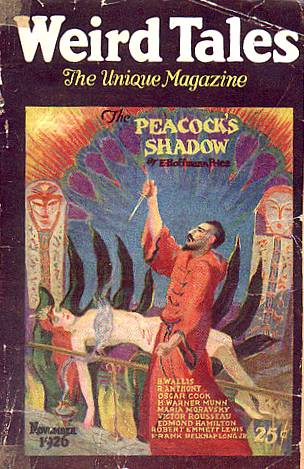
El relato de Price "The Peacock's Shadow" fue la historia de portada en Weird Tales de noviembre de 1926.

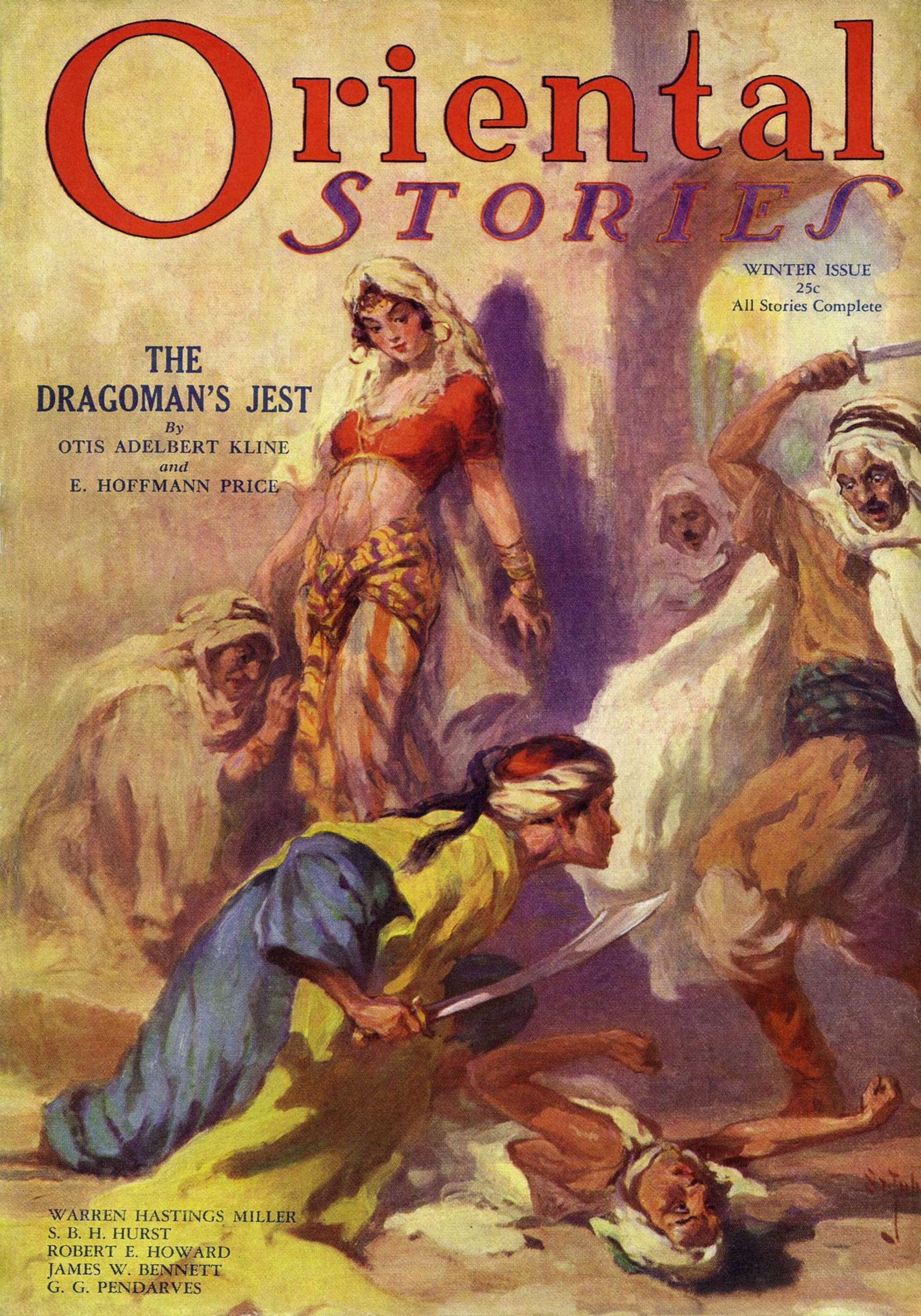
"The Dragoman's Jest", una colaboración entre Price y Otis Adelbert Kline, fue la historia de portada para Oriental Stories del invierno de 1932.

Algunas de las historias de Price crearon controversia; el relato "El desconocido del Kurdistán" (1925), que presenta un diálogo entre Cristo y Satanás, fue criticado por algunos lectores como blasfemo pero probó ser muy popular entre los lectores de Weird Tales (Lovecraft afirmó haberlo encontrado especialmente potente). "The Infidel's Daughter" (1927), una sátira del Ku Klux Klan, también enojó a algunos lectores del Sur, pero Wright defendió la historia.
Price trabajó en una amplia variedad de géneros— incluyendo ciencia ficción, terror, crimen y misterio, y fantasía— pero era especialmente conocido por sus relatos de aventuras con atmósfera y ambientación orientales. Price también contribuyó en la efímera revista paralela de Farnsworth Wright The Magic Carpet Magazine (1930–1934), junto con Kline, Howard, Smith, y otros colaboradores habituales de Weird Tales.
Como la mayoría de los escritores pulp, Price no podía mantenerse a sí mismo ni a su familia con los exiguos ingresos de la literatura. Viviendo en Nueva Orleans en los años 1930, trabajó durante un tiempo para la Unión Carbide Corporation. No obstante pudo viajar ampliamente y mantener amistad con muchos otros escritores pulp, incluyendo Kline y Edmond Hamilton. En un viaje a Texas a mediados de la década de 1930, Price fue el único escritor pulp en conocer a Robert E. Howard cara a cara. Fue también la única persona conocida que además de Howard también conoció a H. P. Lovecraft y Clark Ashton Smith (el gran 'Triunvirato' de autores de Weird Tales) en persona. En el transcurso de su larga vida, Price hizo reminiscencias de muchas figuras significativas del panorama pulp, Howard, Lovecraft, y Hamilton entre ellos.
En sus últimas décadas, Price experimentó un importante resurgir literario. En los años 1970 y 1980 publicó una serie de novelas de ciencia ficción, fantasía, y novelas de aventuras, publicadas en edición de bolsillo; Las Mujeres diabólicas de Li Fong (1979) es un ejemplo digno de mención. También publicó dos colecciones de sus relatos pulp durante su vida: Strange Gateways y Far Lands, Other Days.
Price fue uno de los primeros oradores en la Sociedad del Halcón maltés de San Francisco en 1981.
Recibió el World Fantasy Lifetime Achievement Award en 1984. Una colección de sus memorias literarias, Book of the Dead: Friends of Yesteryear, Fictioneers & Others, fue publicado póstumamente en 2001. Sus amigos y colegas escritores incluyeron a Richard L. Tierney, H. P. Lovecraft, August Derleth, Jack Williamson, Edmond Hamilton, Robert E. Howard, Clark Ashton Smith, Henry Kuttner, Seabury Quinn, Otis Adelbert Kline, Ralph Milne Farley, Robert Spencer Carr, y Farnsworth Wright entre otros.
Price era budista y seguidor del Partido Republicano.
Murió en Redwood City, California, en 1988 poco antes de su nonagésimo cumpleaños.

## H.P. Lovecraft

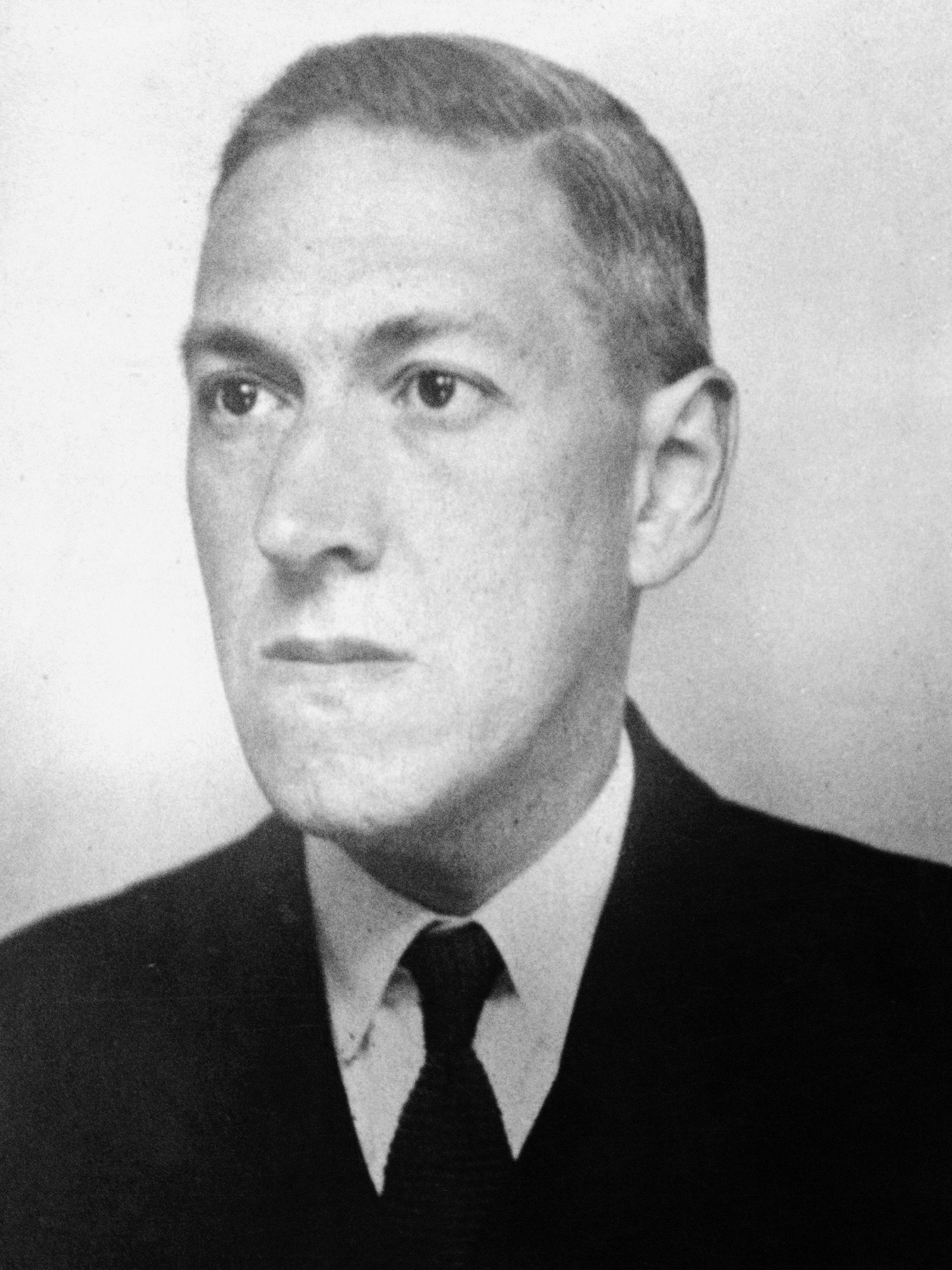
H. P. Lovecraft

Cuando Lovecraft visitó Nueva Orleans en junio de 1932, Howard envió un telegrama a Price para alertarle de la presencia del visitante, y los dos escritores pasaron la mayor parte de la semana siguiente juntos. Lovecraft se alojó en un hotel barato de Charles Street y Price le llevó a visitar la ciudad, aunque se abstuvo de mostrarle sus burdeles favoritos debido a la sensibilidad conservadora mostrada por su nuevo amigo. Mantuvieron largas conversaciones en casa de Price, en el n.º 305 de Royal Street, y visitaron el Barrio Francés, cuya arquitectura cautivó a Lovecraft, y el pantano de Barataria. Price plasmaría los recuerdos de este encuentro en su breve ensayo The Man Who Was Lovecraft (1949). Un falso mito reclama que Price llevó a Lovecraft a un burdel de Nueva Orleans, donde a Lovecraft le divirtió comprobar que muchas de las pupilas allí eran seguidoras de su trabajo; la misma historia apócrifa se contó originalmente sobre Seabury Quinn poco antes.
Tras la reunión Price y Lovecraft iniciaron una correspondencia que continuó hasta la muerte de Lovecraft. Ellos incluso se propusieron formar un equipo de escritura cuya producción, "estimada conservadoramente, daría para un millón de palabras al mes", según la entusiasta predicción de Lovecraft. Planearon utilizar el seudónimo "Etienne Marmaduke de Marigny" para su colaboración; un nombre similar fue utilizado para un personaje de A través de las puertas de la llave de plata, la única colaboración entre Price y Lovecraft en trascender. Otra colaboración entre Lovecraft y Hoffman Price es el cuento corto "Tarbis of the Lake".
Aquella historia tuvo sus orígenes en el entusiasmo de Price por un relato anterior de Lovecraft. "Una de mis historias favoritas de H. P. L. era, y todavía lo es, La llave de plata", escribió Price en una memoria de 1944. "Al decirle del placer que había tenido en leerlo, sugerí una continuación para explicar las acciones del protagonista Randolph Carter después de su desaparición". Tras convencer a un aparentemente reticente Lovecraft para colaborar en tal secuela, Price escribió un borrador de 6000 palabras en agosto de 1932; en abril de 1933, Lovecraft elaboró una versión de 14.000 palabras que no cambió, según la estimación de Price, "menos de cincuenta de mis palabras originales," aunque An H. P. Lovecraft Encyclopedia informa que Lovecraft "mantuvo tantas concepciones de Price como fue posible, así como parte de su lenguaje".
De todas formas, Price quedó complacido con el resultado, escribiendo que Lovecraft "tenía razón, naturalmente, en descartar todo excepto el esbozo básico. Sólo podía maravillarme de que haya hecho tanto de mi inadecuado y torpe inicio". La historia apareció bajo la firma de ambos autores en julio de 1934 en Weird Tales; el borrador de Price fue publicado como "The Lord of Illusion" en Crypt of Cthulhu Núm. 10 en 1982.
Price visitó a Lovecraft en Providence en el verano de 1933. Cuando él y un amigo común aparecieron en la puerta de la casa de Lovecraft con una caja de seis cervezas, el abstemio Lovecraft comentó, "¿Y qué vas a hacer con tanto de eso?"

## Bibliografía

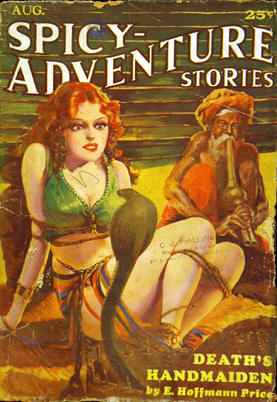
Portada de la revista pulp "Spicy-Adventure Stories" (agosto de 1935, vol. 2, núm. 5) presentando Death's Handmaiden.

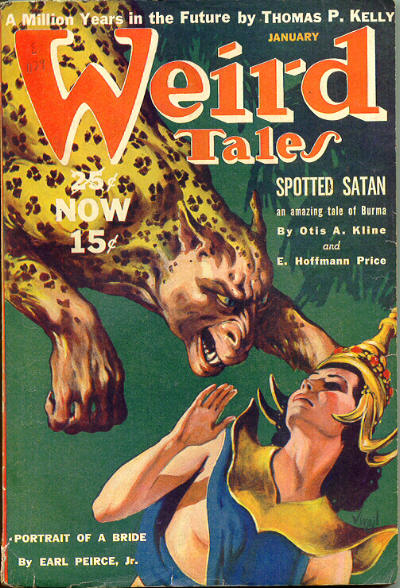
"Tiger Cat", una colaboración entre Price y Otis Adelbert Kline, fue la historia de portada en la revista Weird Tales de enero de 1940.

### Ciencia ficción
- Operation Misfit (1980)
- Operation Longlife (1983)
- Operation Exile (1985)
- Operation Isis (1986)

### Fantasía
- The Devil Wives of Li Fong (1979)
- The Jade Enchantress (1982)

### Colecciones
- Strange Gateways (1967)
- Far Lands, Other Days (1975)
- Three Cliff Cragin Stories (1987)
- Satan's Daughter and Other Tales from the Pulps (2004)
- Valley of the Tall Gods and Other Tales from the Pulps (2006)

### No ficción
- The Weird Tales Story (1999)
- Book of the Dead: Friends of Yesteryear, Fictioneers and Others (2001)

## Otras lecturas
- An Interview with E. Hoffman Price. The Diversifier 4, No 3 [fecha sin confirmar]. Entrevistador - Fredrick J. Mayer.
- Murray, Will "The Late E. Hoffman Price". Studies in Weird Fiction 4 (otoño de 1988) 32-33.